# Дмитрашківська сільська рада
| Дмитрашківська сільська рада — сільська рада у складі Піщанського району Вінницької області з адміністративним центром у с. Дмитрашківка. Сільській раді підпорядковані населені пункти: - с. Дмитрашківка - с-ще Миколаївка |

## Склад ради
Рада складається з 16 депутатів та голови.

## Керівний склад сільської ради
У різні часи посаду голови сільської ради обіймали А. С. Житкевич, Кальперін, В. Присяжний, І. Діхтяр, І. Парфенюк, І. Кравець, О. А. Верлан, Т. А. Кіліянчик, Д. Завадов, Я. Гребенюк, М. Магера, М. В. Чорний, Т. І. Вікнявський, І. К. Гаврись, С. О. Ходацький, І. І. Шевченко, В. Г. Томаченко, В. П. Бурдейний, Т. О. Олійник, В. Ф. Мельник, К. К. Лазебна, П. Т. Суслик, В. В. Ільченко, Луньова Олена Миколаївна.
| ПІБ                      | Основні відомості                                                                                         | Дата обрання | Дата звільнення |
| ------------------------ | --- | ------------ | --------------- |
| Луньова Олена Миколаївна | Сільський голова, 1964 року народження, освіта, Всеукраїнське об'єднання «Батьківщина»                    | 26.03.2006   | 31.10.2010      |
| Луньова Олена Миколаївна | Сільський голова, 1964 року народження, освіта середня спеціальна, Всеукраїнське об'єднання «Батьківщина» | 31.10.2010   | 23.08.2017      |

Примітка: таблиця складена за даними джерела